# Oskar Gröning
Oskar Gröning (Nienburg, 10 juni 1921 – 9 maart 2018) was een Duitse militair. Hij was tijdens de Tweede Wereldoorlog werkzaam in Auschwitz. Hij is bekend geworden doordat hij een van de laatste personen is die werd berecht voor oorlogsmisdaden begaan tijdens de Tweede Wereldoorlog.

## Levensloop

### Jeugd
Grönings vader was een nationalist van conservatieve huize. Na de Eerste Wereldoorlog, waarin hij een oog verloor, sloot hij zich aan bij de Stahlhelm. Zijn woede tegen het buitenland groeide nadat zijn textielzaak failliet ging tijdens de crisis van 1929.
Gröning genoot een strenge opvoeding en was gefascineerd door militaire uniformen. Hij speelde gerust met Anne Seling, het dochtertje van Joodse buren, maar het deed hem niets toen de nazi's in de jaren dertig voor hun ijzerhandel stonden met een bord met daarop "koop niet bij Joden". Hij sloot zich aan bij de Hitlerjugend en nam deel aan boekverbrandingen, waarbij de boeken van Joodse en andere bij de nazi's niet welgevallige schrijvers werden verbrand.

### Aanmelding bij de SS
Op zeventienjarige leeftijd verliet Gröning de schoolbanken en ging aan de slag als klerk bij een bank. Hij werd opgeroepen voor militaire dienst toen de Tweede Wereldoorlog uitbrak. Hij meldde zich in 1940 aan bij de SS, waar hij aanvankelijk werkte als salarisadministrateur. Hij werkte tot 1942 als boekhouder, maar de SS had als beleid dat administratieve functies ingevuld moesten worden door oorlogsinvaliden.

### Werkzaam in Auschwitz
Gröning werd met 22 collega's naar Auschwitz gestuurd. Vooraf ondertekende hij een geheimhoudingsverklaring en hem werd op het hart gedrukt niets over zijn activiteiten aan familie of vrienden te vertellen. In Auschwitz werden zij warm onthaald door andere SS'ers. Vanwege zijn boekhoudkundige achtergrond kwam hij te werken in een van de barakken waar het in beslag genomen geld van gevangenen werd geteld en bewaard. Hier ontdekte Gröning ook welk lot de gevangenen te wachten stond, namelijk uitroeiing.
In eerste instantie was Gröning geschokt over de manier waarop de joden werden behandeld. Na een aantal maanden gingen zijn werkzaamheden tot de "routine" behoren. Door zijn administratieve functie kwam Gröning niet dagelijks in aanraking met de ergste gruwelijkheden, maar zich er helemaal voor afsluiten ging ook niet, hoewel hij dat probeerde. Zo zag Gröning hoe een collega een huilende baby met het hoofd tegen een vrachtwagen sloeg en was ooggetuige van een vergassing. Ook zag hij de executie van een aantal ontsnapte gevangenen. Volgens eigen zeggen verzocht hij om overplaatsing, maar dat werd hem geweigerd.
Gröning werkte twee jaar in Auschwitz. Zijn verzoek om overplaatsing naar een gevechtseenheid werd in 1944 ingewilligd. Tijdens het Ardennenoffensief raakte hij gewond en werd door Britse eenheden krijgsgevangen gemaakt. Hij verzweeg zijn activiteiten in Auschwitz en gaf slechts op dat hij voor de economische tak van de SS had gewerkt.

### Krijgsgevangenschap
Samen met zijn SS-collega's werd hij aanvankelijk vastgezet in een voormalig concentratiekamp, voordat hij naar Groot-Brittannië werd overgebracht. Daar werd hij gedwongen tewerkgesteld. In 1946 reisde hij met een koor vier maanden door de Midlands en Schotland, waar ze Duitse en Engelse volksliedjes ten gehore brachten. In 1947 of 1948 werd Gröning vrijgelaten en keerde terug naar Duitsland.

### Terugkeer in Duitsland
Terug in Duitsland vond Gröning werk in een glasfabriek, waar hij in de loop der jaren opklom tot een managementfunctie. Vanwege zijn SS-verleden kon hij niet terugkeren bij de bank. Tegen zijn vrouw zei hij dat ze niets moest vragen naar zijn oorlogsverleden. Aan tafel bij zijn schoonfamilie werd een grapje gemaakt over Grönings periode in Auschwitz. Daarop kreeg hij een woede-uitbarsting en eiste dat dit nooit meer zou gebeuren. Aan zijn verzoek werd gehoor gegeven.

### Open over Auschwitz-verleden
Veertig jaar later had Gröning een ontmoeting op de lokale club van postzegelverzamelaars met iemand die de gebeurtenissen in Auschwitz ontkende. Hij overhandigde Gröning een pamflet van holocaustontkenner Thies Christopheren. Gröning stuurde het pamflet vervolgens terug met daarop de woorden: “Ik zag alles. De gaskamers, de crematies en het selectieproces. Anderhalf miljoen Joden werden vermoord in Auschwitz. Ik was daarbij.” Het commentaar van Gröning werd vervolgens afgedrukt in een neonazistisch tijdschrift.
Naar aanleiding daarvan begon Gröning naar buiten te treden over zijn oorlogsverleden en daar zowel tijdens lezingen als in de media over te vertellen. Hij schreef zijn herinneringen op in een 87 pagina tellend document. Grönings achtte zichzelf niet schuldig aan een misdaad, omdat hij op geen enkele manier betrokken was bij het doden. Hij omschreef zichzelf als een "radertje in een grote machine".
Gröning werd geïnterviewd voor de BBC-documentairereeks Auschwitz: The Nazis and 'The Final Solution'. Schrijver Laurence Rees stelde daarin dat zijn verzoek op overplaatsing was gebaseerd op praktische blootstelling aan de uitroeiing van joden, niet op de principiële bezwaren daartegen. Volgens Gröning geloofde hij op basis van de nazi-propaganda dat het gerechtvaardigd was om Duitslands vijanden te vernietigen. Zijn gevoelens naar de gevangenen waren ambivalent. De verschrikkingen in de gaskamer drongen pas tot hem door toen hij het geschreeuw van de slachtoffers hoorde. Gröning zei hij zich schuldig voelde richting het Joodse volk om deel te zijn geweest van een organisatie die hen uitroeide, hoewel hij "niet een van de daders was". Hij vroeg om vergeving aan God en het Joodse volk.

### Aangeklaagd en veroordeling
Het Duitse openbaar ministerie besloot in september 2014 over te gaan tot vervolging van Gröning. Hij werd aangeklaagd als medeplichtige aan moord, door zijn rol in Auschwitz en het in ontvangst nemen en verwerken van goederen van gevangen. Volgens de dagvaarding had hij geholpen bij de systematische uitroei van driehonderdduizend Hongaarse joden.
Grönings vervolging werd gezien als een laatste poging van het Duitse ministerie om nazi-oorlogsmisdadigers voor het gerecht te brengen. Daarbij maakte zij gebruik van een juridisch precedent uit de zaak van Sobibór-kampwacht John Demjanjuk die in 2011 was veroordeeld. Hij werd veroordeeld op basis van zijn aanwezigheid in het kamp, niet op basis van een specifieke moord.
De rechtszaak begon op 20 april 2015 in de regionale rechtbank van Lüneburg. Gröning vroeg wederom om vergiffenis en zei dat het voor hemzelf geen vraag was of hij moreel schuldig was. Dat was hij. Of hij ook in de juridische zin van het woord schuldig was liet hij over aan de rechters om te bepalen.
De rechtbank veroordeelde Gröning in juli 2015 tot een gevangenisstraf van vier jaar als medeplichtige aan de moord op ten minste driehonderdduizend joden. Eva Mozes Kor, Auschwitz-overlevende en getuige in het proces, reageerde teleurgesteld op het vonnis. "Het is te laat voor zo'n straf. Ik had liever gezien dat hij veroordeeld werd tot een taakstraf door zich uit te spreken tegen neonazi's. Ik zou graag willen dat de rechtbank mij, als overlevende, kon vertellen hoe iemand voordeel heeft bij hem vier jaar in de gevangenis".
Gröning besloot in beroep te gaan tegen te straf, maar zijn zaak werd afgewezen door het Bundesgerichtshof. In augustus 2017 werd hij fit genoeg geacht om zijn straf uit te zitten. Op 9 maart 2018 overleed Gröning in het ziekenhuis, zonder een gevangenis van de binnenkant te hebben gezien.